# Uenoiulus notabilis
Uenoiulus notabilis är en mångfotingart som beskrevs av Murakami 1971. Uenoiulus notabilis ingår i släktet Uenoiulus och familjen Mongoliulidae. Inga underarter finns listade i Catalogue of Life.